# Théodore Antonin
Théodore Antonin (...) è un allenatore di calcio francese martinicano.

## Carriera
Dal 1998 al 2001 è stato vice allenatore della Nazionale martinicana. Nel 2002 è diventato commissario tecnico della Nazionale martinicana, con cui ha partecipato alla CONCACAF Gold Cup 2002 e alla CONCACAF Gold Cup 2003. Nell'agosto 2003 ha concluso la propria esperienza alla guida della Nazionale martinicana.